# 失重

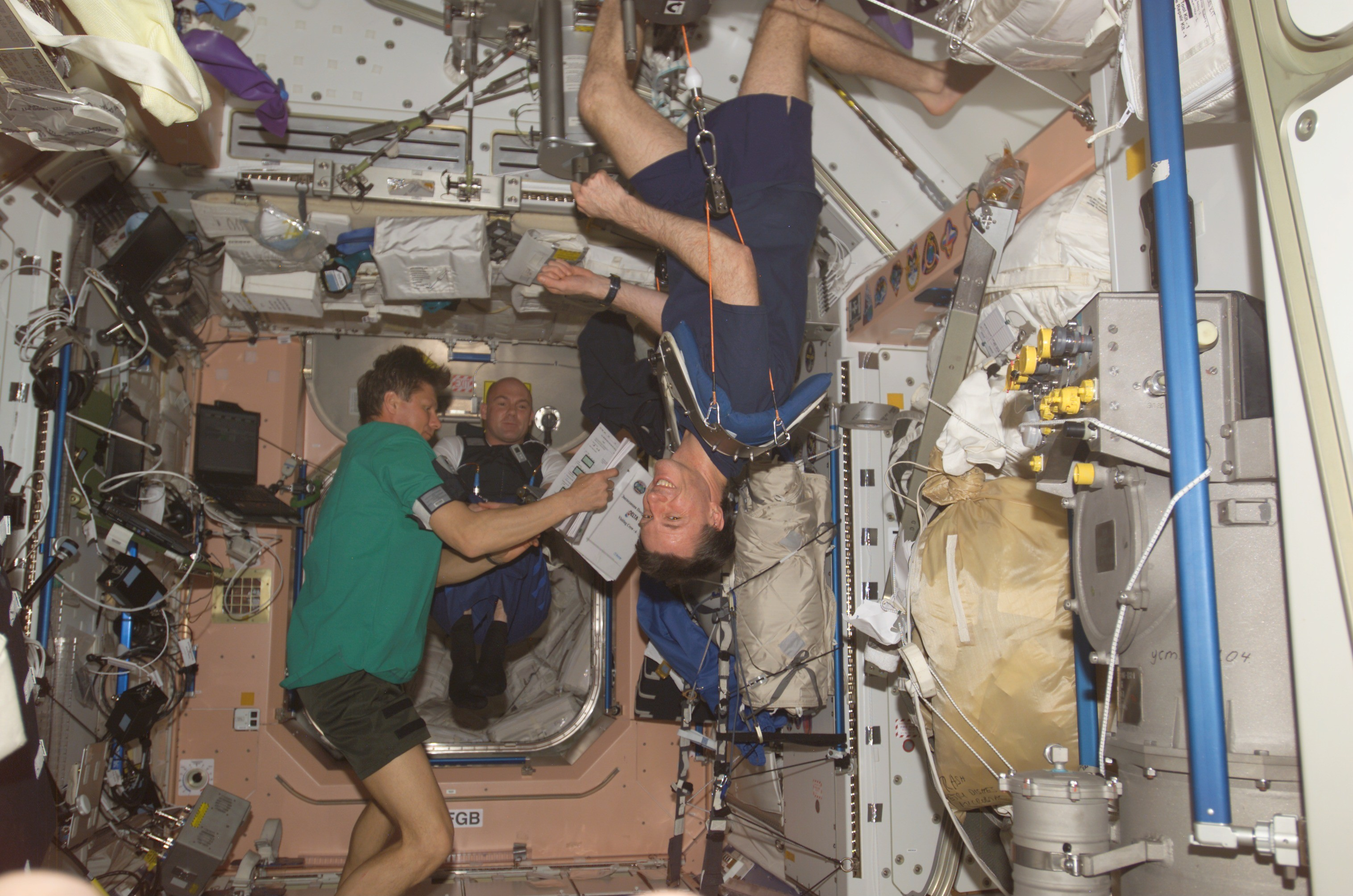
国际空间站上的宇航员失重

物体对支持物的压力（或对悬挂物的拉力）小于物体所受重力的情况称为失重现象。

## 产生原因
违反直觉的是，一个不变的引力场自身是不会产生压力或拉力的。一个在这样环境中的自由落体的物体所受的重力加速度为0，并且处于失重状态。这也可被称为受0个G。
当一个引力场是不断变化的时候，自由落体的物体就会受变化的力的作用，会感受到压力。当在黑洞附近的时候，这样的力的作用十分明显。但到了地球，这些力的作用就比较小了，特别是对人体、航天飞船这些相对尺寸较少的物体来说，完全失重的感觉是依然存在的。这种情况被叫做微重力，这在绕轨飞行的航天器上十分常见。
人感受到重力是由于万有引力给人一个向下的重力加速度。假如一个人站在电梯里，电梯以9m/s2的加速度向下运动，当地的重力加速度是10m/s2。那么，人与电梯的相对加速度就是1m/s2。这样，人对电梯之间的压力相当于人站在地面上的1/10，人会有一种身体变轻的感觉，就是所谓的“失重”了。
当电梯以重力加速度g向下加速时，人对电梯压力等于零，人会在电梯里漂浮起来。人对支持物的压力等于零，便是所谓的“完全失重”。宇航员在空间站里便是“完全失重”的状态。
应当注意的是，人处于失重状态时，人的重力没有变化(同一地點)，始终存在，只是人对支持物体的压力变化了而已，其实是人的一种错觉。

## 失重下的现象
完全失重下会产生一些有趣的现象，所有物体都会飘浮在空中，液体呈完全球形，气泡在液体中不上浮。宇航员在空气中“游泳”实现移动。

## 失重的影响
失重对人体有不好的影响。由于在地球上的人類经过演化，已经适应了重力条件下的生活，所以失重条件下会产生骨质疏松等病症。食物要做成牙膏状，吸入口中，以免食物残渣到处漂浮，残渣吸入鼻中或落在仪器上都会产生不良影响。
失重也可能使胎生動物包括人類無法正確地受孕。以人類為例，交配時血液可能無法順暢地使陰莖勃起，而交配後精液也可能無法正確地流入子宮來觸發受孕。
另外鳥類需要靠重力完成吞嚥動作。

## 失重的利用
利用失重可以制造出一些特殊的工业材料。例如呈绝对球形的滚珠等等。